# 危機事故壓力處理
危機事故壓力處理（英文：Critical incident stress management，縮寫CISM〉，是一套有系統、即時及早期處理危機事故（例如持械行劫、喪偶、自殺、工業意外、交通意外、暴力、自然災害、火災或者其他創傷性事件等）的介入手法，由美國前消防員杰弗里·米切尔於1974年所建立，此手法透過危機處理指引，可以為到傷者即時紓壓，並且解說危機事故，協助受影響的人士處理其個人的心理及精神上的困擾，避免日後出現創傷後壓力心理障礙症等徵狀。